# Uzquiano
Pour l’article ayant un titre homophone, voir Uzkiano.
Uzquiano (Uzkio ou Uzkiano en basque) est un concejo du comté de Treviño. Il est situé dans la comarque de l'Èbre, dans la communauté autonome de Castille-et-León, province de Burgos en Espagne. Ce village compte environ une quinzaine d'habitants.
Uzquiano fait aussi partie de l'enclave de Treviño, dont la majorité de la population demande à être rattachée à la province de l'Alava.